# Едхајм
Едхајм (њем. Oedheim) општина је у њемачкој савезној држави Баден-Виртемберг. Једно је од 46 општинских средишта округа Хајлброн. Према процјени из 2010. у општини је живјело 5.965 становника. Посједује регионалну шифру (AGS) 8125078.

## Географски и демографски подаци
Едхајм се налази у савезној држави Баден-Виртемберг у округу Хајлброн. Општина се налази на надморској висини од 166 метара. Површина општине износи 21,2 km². У самом мјесту је, према процјени из 2010. године, живјело 5.965 становника. Просјечна густина становништва износи 281 становника/km².